# Tatu Vaaskivi

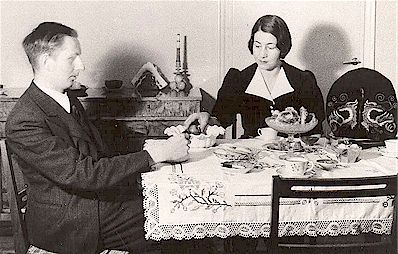
Tatu Vaaskivi och Elina Vaara.

Tatu Georg Adolf Vaaskivi (tidigare Wahlsten), född 16 juli 1912 i Helsingfors, död 21 september 1942 i Uleåborg, var en finländsk författare. 
Vaaskivi verkade som litteraturkritiker och essäist bland annat i Uusi Suomi och väckte uppmärksamhet tack vare sin lysande stilistiska förmåga. Psykoanalysen, Ernst Kretschmers typologi och många andra nya teorier intresserade honom, och i sitt första arbete, monografin F.E. Sillanpää (1937), sökte han tillämpa några av dem. Under sina sista år ägnade han sig främst åt att skriva historiska romaner; utgav bland annat biografin Loistava Armfelt (1938, svensk översättning Kungagunstlingen Gustav Mauritz Armfelt, 1939) och Yksinvaltias (två band, 1941–1942), en även som tidsskildring imponerande roman om kejsar Tiberius. Han tilldelades Kalevi Jäntti-priset 1942.